# Укрепление Кишень-Аух
Укрепление Кишень-Аух — укрепление Российской империи в Аухе неподалеку от аула Кешинь-Аух.

## Описание
Укрепление Кишень-Аух заложено в 1856 году зиму, на речке Ярыксу, верстах в двадцати выше Хасавюрта. Укрепление это состоял из большего пространства, обнесенного земляным валом с глубоким рвом; два внешние редута прикрывали его со стороны Зандаки и Акташъ-ауха. В ограде вала, там и сям, стояли войлочные бараки и палатки; строилось нисколько тузлучных казарм; сенник с скирдами сена, чеченское гумно с кадушками хлеба, гауптвахта, духан, кроме бездны пустого пространства. Окрестности Кишень-Ауха большею частью были безлесными.